# Ixodes affinis
Ixodes affinis är en fästingart som beskrevs av Neumann 1899. Ixodes affinis ingår i släktet Ixodes och familjen hårda fästingar. Inga underarter finns listade i Catalogue of Life.